# Enthrone Darkness Triumphant
Enthrone Darkness Triumphant er det tredje studiealbum fra det norske melodisk black metal-band Dimmu Borgir. Det blev indspillet i januar 1997 i Abyss Studios i Sverige. Albummet blev en enorm succes for bandet, og var deres første udgivelse gennem Nuclear Blast Records såvel som deres første studiealbum som indehold sangtekster på engelsk. Albummet er blevet genudgivet mange gange i forskellige udgaver.
Albummet var også bandets første til at gøre brug af deres nye logo (det gamle logo kan stadig ses på bagsideomslaget i de oprindelige udgaver af albummet).

## Spor
1. "Mourning Palace" – 5:13
2. "Spellbound (by the Devil)" – 4:08
3. "In Death's Embrace" – 5:43
4. "Relinquishment of Spirit and Flesh" – 5:33
5. "The Night Masquerade" – 4:25
6. "Tormentor of Christian Souls" – 5:39
7. "Entrance" – 4:48
8. "Master of Disharmony" – 4:15
9. "Prudence's Fall" – 5:57
10. "A Succubus in Rapture – 6:00
11. "Raabjørn speiler Draugheimens Skodde" – 5:02